# 延安新华广播电台
延安新华广播电台，第二次国共内战期间更名为陕北新华广播电台，是中国共产党政权在陕甘宁边区延安创建的第一座广播电台。1940年12月30日在延安进行第一次试播，呼号为XNCR，是中央人民广播电台、北京人民广播电台和中国国际广播电台的前身。

## 发展历史

### 早期文字广播
中共的广播电台从新华社的无线电通信报务活动中派生而来。1931年11月7日，在江西瑞金创建的红色中华通讯社（简称红中社，新华社的前身）就已经开始了广播服务，呼号CSR（“中华苏维埃无线电台”英文名“Chinese Soviet Radio”的缩写），但由于发射设备功率太低，只能进行文字广播（摩尔斯电码）。1937年，中国抗日战争全面爆发，国共两党形成抗日统一战线；但当时国民政府仍然对陕甘宁边区进行封锁，严禁将无线电器材运进边区。1930年代末，中共曾通过地下组织从香港购买到一台广播发射机，但在秘密运往延安途中被发现并扣留。

### 延安时期
1939年，周恩来赴苏联养病，期间与共产国际领导人季米特洛夫商议援助中共语音广播电台事宜。1940年3月，周恩来回国，带回一套共产国际援助的苏联制广播电台设备。电台由中共中央军事委员会三局九分队负责建设。
早期延安台设备极其简陋：电台的发电设备由火车头蒸汽机（一说汽车发动机）改造，最大发电功率300瓦；由于缺乏燃油，只能用烧木炭产生的煤气发电驱动；由于缺乏钢材，电台的发射天线只得以“木塔”代替铁塔；播音室则是一孔窑洞，没有隔音设备，只能用羊毛毡代替。
1940年12月30日，“新华社广播电台”（即延安新华广播电台）进行第一次试播，呼号为XNCR，随后又进行了多次试播（一说开播日实为1941年2月1日）。呼号中的“X”是当时国际电信联盟规定中国广播电台使用的国家代码，“NCR”为“新华广播电台”英文“New Chinese Radio”的首字母缩写。后来12月30日也被认定为是“中国人民广播事业”及中央人民广播电台的创建纪念日。延安新华广播电台在行政上隶属于新华社，广播稿也全部由新华社提供。1941年12月3日，延安新华广播电台开始对侵华日军播出15分钟的日语节目，日籍八路军战士原清志（后加入中国籍）用日语报出“这里是延安新华广播电台”，标志着中共开始对海外广播，这一天也被后来的中国国际广播电台认定为其开播日。电台早期开播曲为《渔光曲》，后改为秧歌剧《兄妹开荒》选段。
延安台最初每天播出一次、每次2小时，后来增至两次3小时和三次4小时，主要播送国内国际新闻及抗战消息、中共中央重要文件及报刊社论，还有名人讲演、科学常识、音乐戏曲等。开播早期，延安新华广播电台缺少录音唱片，为此中共领袖毛泽东甚至把自己收藏的二十余张唱片送给电台播放。
“皖南事变”爆发后，国民政府中央广播事业指导委员会开始使用重庆中央广播电台（XGOA）频率对延安台进行干扰，同时以密电通知位于洛阳的河南广播电台（XGOX）就近对延安台进行干扰。国民党中宣部副部长潘公展对中宣部和广指会作出批示，要求相关人员监测并详细记录延安台的广播，“仿照国宣处之敌方广播记录办法处理”，将其视为“敌台”。
1943年，由于广播发射机的设备日久失修，且缺乏可替换零件，延安新华广播电台的播音质量转差，直到当年3月，终因发射机电子管损坏而暂时停播。在此之前，延安台的广播也极不稳定，断断续续，时常停播。语音广播停播后，其设备经改装，被CSR用做文字广播用，1944年又开通了英文文字广播，呼号CSR de XNCR。
1945年8月14日，日本投降前夕，延安新华广播电台正式恢复语音广播，首日播出的是朱德向中共各支武装部队发布的对日军全面大反攻、收缴敌伪武器、接受日军投降的进军命令，在技术上也有了较大的改进。

### 转战各地
1946年6月，蒋介石下令国军大举进攻中共解放区，电台迁至延安大砭沟；11月，电台又搬迁至原美军观察组驻地，使用美军留下的一部发射机进行广播；同月，周恩来回到延安，之后主持会议部署延安台转移事宜，最终选定瓦窑堡以东20多里的好坪沟作为新台址。1947年3月13日，胡宗南率领国军进攻陕甘宁边区，次日晚间，延安新华广播电台撤至好坪沟，仍以“延安新华广播电台”的名义继续对外播出，21日改名为“陕北新华广播电台”，28日结束播音后撤出好坪沟。29日晚七时许，由于陕北台未按时开始播音，事先被指定作为陕北台备份的邯郸新华广播电台自行开始以“陕北新华广播电台”的名义播出，次日报请上级追认，正式接替原陕北台播出。陕北台随中共中央几经转移，先后转移到陕甘宁、晋绥、晋冀鲁豫等地，最终于1948年5月转移至河北平山县，但对外仍以“陕北新华广播电台”名义播音。1947年9月11日，陕北台的英语语音广播开播。
国民政府方面对陕北台进行了干扰。据陕北台广播称，胡宗南部队在占领延安后，甚至开设电台冒充陕北台播音。
1947年9月5日，陕北新华广播电台开办了《对蒋军广播》（后为避免并非蒋氏嫡系中央军的国军官兵反感，更名为《对国民党军广播》）节目，内容包括前线战况、俘虏名单、被俘国军官兵书信日记以及被缴获的国军文件等，以此分化动摇国军军心。据新华社内部总结材料显示，陕北台对国军广播起到了一定效果，也有国军被俘官兵对陕北台的宣传广播提出了意见。

### 后续发展
1949年3月26日，中国人民解放军進駐北平後，陝北新華廣播電台遷入北平並改名“北平新華廣播電台”；北平复名北京后，北平新華廣播電台又改名“北京新華廣播電台”。这一年6月20日，北平新华广播电台恢复了日语广播，同时增加了对中国南方播出的广州话、潮州话和厦门话广播。1949年6月5日，中共中央决定，广播事业脱离新华社领导，扩充成立中央广播事业管理处，同时接受中宣部领导。10月1日下午，北京新華廣播電台在天安門廣場向全國實況轉播新中國開國大典實況。12月5日，中央广播事业管理处改名为中央广播事业局，同日北京新華廣播電台第一套更名为中央人民廣播電台，成为中共中央與中华人民共和国中央人民政府的正式喉舌；北京新华广播电台第二套更名为“北京人民广播电台”，成为北京市的地方电台。
1978年，中央人民广播电台对外广播部分（北京广播电台）从中央台分离出去，命名为“中国国际广播电台”。